# T-18
T-18 경전차 또는 MS-1(малый сопровождения, первый)은 소련이 처음으로 기획한 전차였다. 1928년부터 1931년까지 생산되었으며, 르노 FT-17에 기반하여 수직 스프링 서스펜션을 추가했다. T-18과 그 파생형은 성공적이지 못했지만, 소련 산업계에 기갑차량을 처음 기획했다는 경험을 제공하였으며, 동시에 수많은 외국제 전차들의 생산이 가능해졌다.